# Intimacy
Albums de Bloc Party
A Weekend in the City
(2006) Four
(2012)
Intimacy est un album studio du groupe de rock anglais Bloc Party édité en août 2008.

## Pistes
1. Ares
2. Mercury
3. Halo
4. Biko
5. Trojan Horse
6. Signs
7. One Month Off
8. Zephyrus
9. Talons
10. Better Than Heaven
11. Ion Square